# Elisabeth von Schneckenburg
Elisabeth von Schneckenburg war 1255 Äbtissin im Fraumünster in Zürich, als vierte Thurgauerin in dieser Funktion im Benediktinerinnen-Stift. Als Konventualin wurde sie 1244 und 1254 erwähnt. Die von Schneckenburg sind vermutlich einer Burg beim Hof Schneckenburg in Weinfelden zuzuordnen.